# Carte Orange

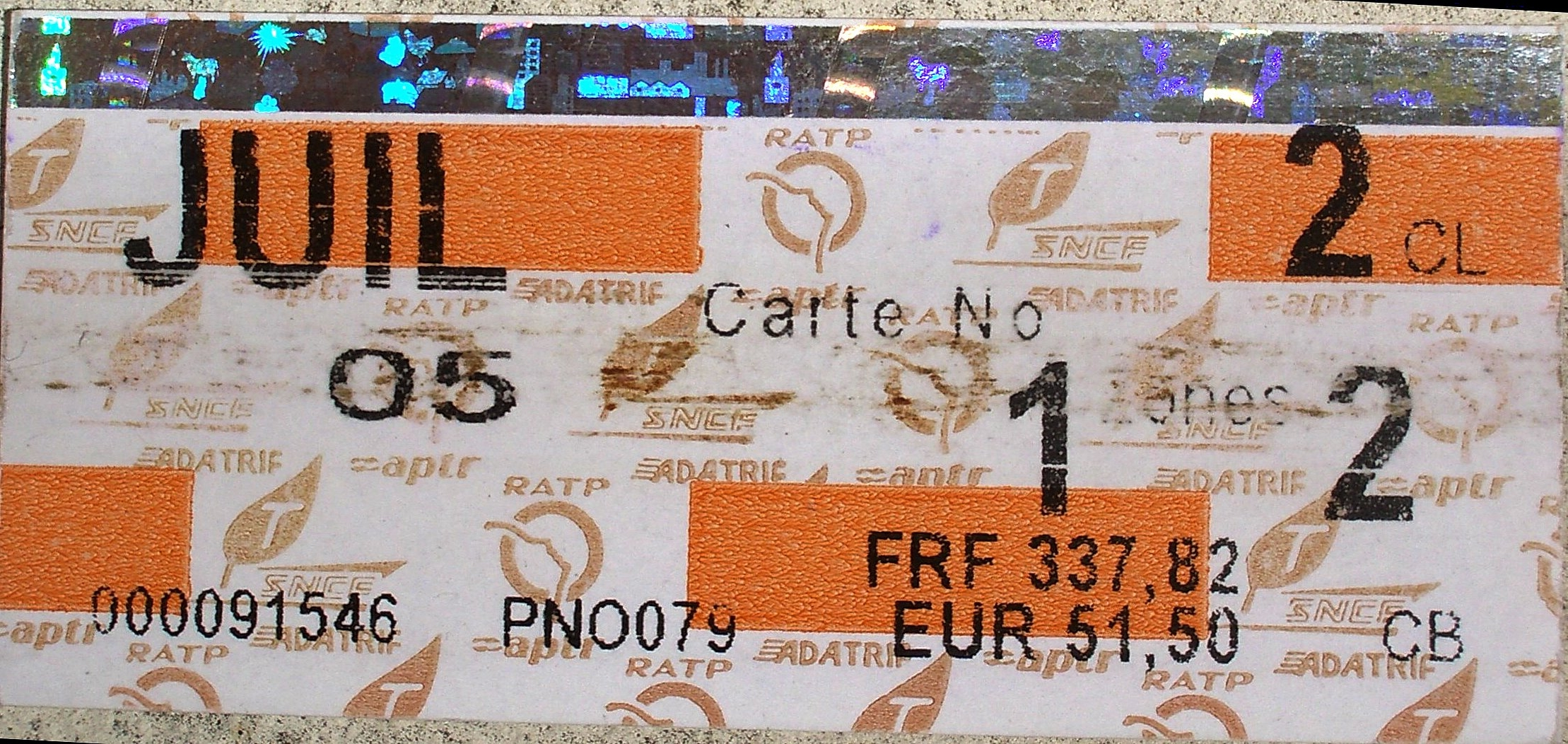
Přední strana kupónu k měsíční jízdence platné v červnu 2005 pro 1. a 2. zónu

Carte Orange (česky: oranžová karta) je název týdenní nebo měsíční jízdenky v pařížské MHD. Tyto časové jízdenky jsou platné pro všechny typy přepravy řízené organizací Syndicat des transports d'Île-de-France (STIF) na území regionu Île-de-France. Její název je odvozen z oranžové barvy jízdenky, která využívá magnetického pásku se záznamem o době platnosti. Tyto jízdenky budou existovat do konce února 2010, poté budou nahrazeny novým typem jízdenky zvané passe Navigo, která má fialovou barvu.

## Historie Carte Orange
Carte Orange byla zavedena v roce 1975, aby se sjednotilo jízdné v regionu Île-de-France, kde bylo možné v té době zakoupit až pět různých druhů jízdenek od různých dopravců. Již před tím byly pokusy se zavedením jednotného zjednodušeného jízdného, např. v roce 1968 a dále v roce 1971. Ovšem až Carte Orange umožnila neomezný přístup ke všem druhům dopravních prostředků (tj. metro, autobusy, RER a vlaky) za jednotnou cenu dle daného období a podle zón.
Původně byla Carte Orange vyhrazena pouze pro zaměstnance, kteří museli předložit doklad o zaměstnání, aby si ji mohli koupit. Toto omezení bylo brzy zrušeno a Carte Orange se rychle stala populární, takže se během šesti měsíců prodalo na 900 000 karet. Odhaduje se, že během prvního desetiletí své existence Carte Orange vedla ke zvýšení účasti na veřejné dopravě v Paříži o 20%.

## Zrušení karty
2. října 2008 STIF oznámil zrušení Carte Orange a od 1. února 2009 její postupné nahrazení novou jízdenkou passe Navigo. Tato jízdenka již nebude používat k záznamu údajů magnetofonový pásek, ale bude se jednat o bezdotykovou čipovou kartu. Magnetické médium tak bude nahrazeno po 34 letech. I přes změny fyzického média se název jízdenky Carte Orange bude používat až do března 2010. Poté bude nahrazen i její název. Namísto týdenní jízdenky Carte Orange hebdomadaire (týdenní jízdenka) bude existovat Navigo semaine a Carte Orange mensuelle (měsíční jízdenka) bude přejmenována na Navigo mois. Tím bude obchodní jméno Carte Orange 31. března 2010 definitivně opuštěno.

## Ceny
Cena Carte Orange se odvíjí podle jednotlivých zón, kterých je celkem šest, i když existuje ještě území mimo tyto zóny (u linky RER D), kde je možné také na jízdenku cestovat. Jízdenku je možné koupit na jednu i na více zón, musejí být však vždy sousedící, např. 1-4 nebo 3-6, tedy nikoliv pouze 2 a 5. Původně bylo těchto zón osm, ale zóny sedm a osm byly od 1. července 2007 sloučeny do zóny šest, aby to bylo výhodnější pro obyvatele těchto předměstí.
Navíc zaměstnanci mají právo na proplacení poloviny nákladů na Carte Orange svým zaměstnavatelem, aniž by se to považovat za dávky v naturáliích (a tedy bez platby na sociální zabezpečení pro zaměstnavatele nebo zaměstnance).

## Vzhled
Před únorem 2009 byla Carte Orange malá oranžová kartička (8,5 x 5,5 cm) s údaji o majiteli a jeho fotografií, která byla vložena do šedého plastikového obalu s kapsičkou pro vložení týdenního nebo měsíčního kupónu. Také samotná týdenní nebo měsíční jízdenka byla oranžová. Na jízdenku se muselo přepsat číslo z Carte Orange, jinak byla neplatná. Při vložení do turniketu se údaje o platnosti četly z magnetického proužku na zadní straně.